# John Harvey (Radsportler)
John Harvey (* 3. Februar 1941 in London; † Juli 2020) war ein britischer Radrennfahrer und nationaler Meister im Radsport.

## Sportliche Laufbahn
Harvey gewann 1962 als Unabhängiger die nationale Meisterschaft im Straßenrennen der Profis vor Dave Bedwell. 1963 siegte er in der All London Championship.
1963 startete er in der Internationalen Friedensfahrt und belegte beim Sieg von Klaus Ampler den 74. Rang in der Gesamtwertung.